# Poisk

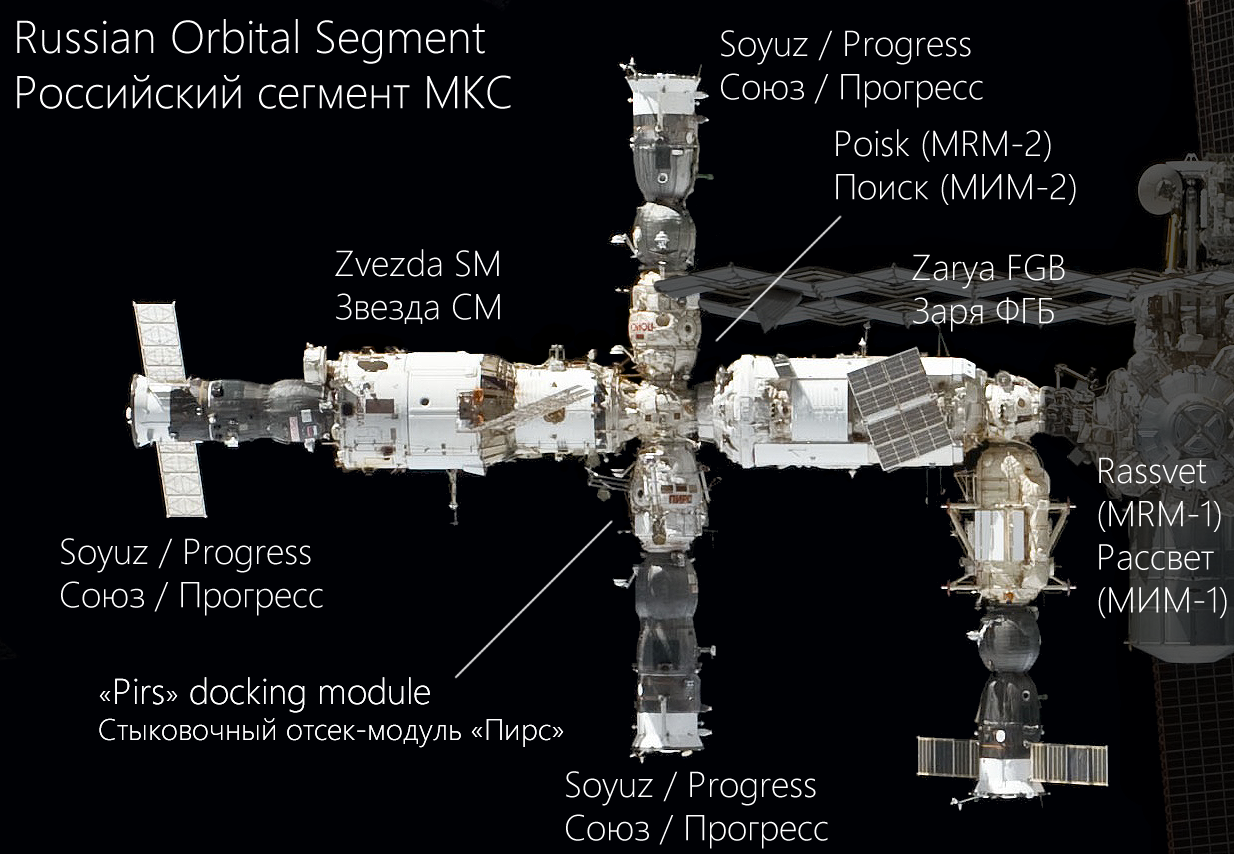
Umístění modulu Poisk na ruském orbitálním segmentu ISS

Poisk (rusky Поиск – „Hledání“, „Výzkum“), známý také jako Mini-Research Module 2 (MRM 2), Malyj issledovatělskij modul 2 (Малый исследовательский модуль 2 – "Malý výzkumný modul") či MIM 2 (МИМ 2), je ruský vědecký a dokovací modul na Mezinárodní vesmírné stanici (ISS). Vypuštěn byl 10. listopadu 2009 a k ISS se připojil o dva dny později.

## Popis modulu
Původní název modulu Poisk byl Stykovočnyj otsek 2 (rusky: Стыковочный отсек, "Dokovací komora") nebo (SO-2), protože je prakticky totožný s dokovacím modulem Pirs označovaným SO-1. Poisk je dokonce nazýván dvojčetem Pirsu. Modul válcového tvaru se zaoblenými hranami má průměr 2,55 metru a je dlouhý 4,05 metru (Roskosmos uvádí, že jde o vzdálenost mezi rovinami dokovacích agregátů, zatímco na podobné stránce o modulu Pirs uvádí celkovou délku s dokovacími jednotkami 4,91 m). Při startu Poisk vážil zhruba 3700 kg a nesl 750 kg nákladu pro posádku ISS. Kromě dvojice dokovacích mechanismů na protilehlých koncích válcového tělesa má dva boční průlezy o průměru 1 metru umožňující kosmonautům výstup a návrat ve skafandrech. Hlavním rozdílem modulu Poisk oproti modulu Pirs se tak stal vědecký program. Na povrchu Poisku byla vytvořena napájecí a datová rozhraní pro experimenty umístěné vně modulu. Stanice ISS se modulem Poisk rozšířila o 12,5 m³ hermetizovaného prostoru.
Modul navrhla a vyrobila společnost RKK Eněrgija.

## Průběh letu

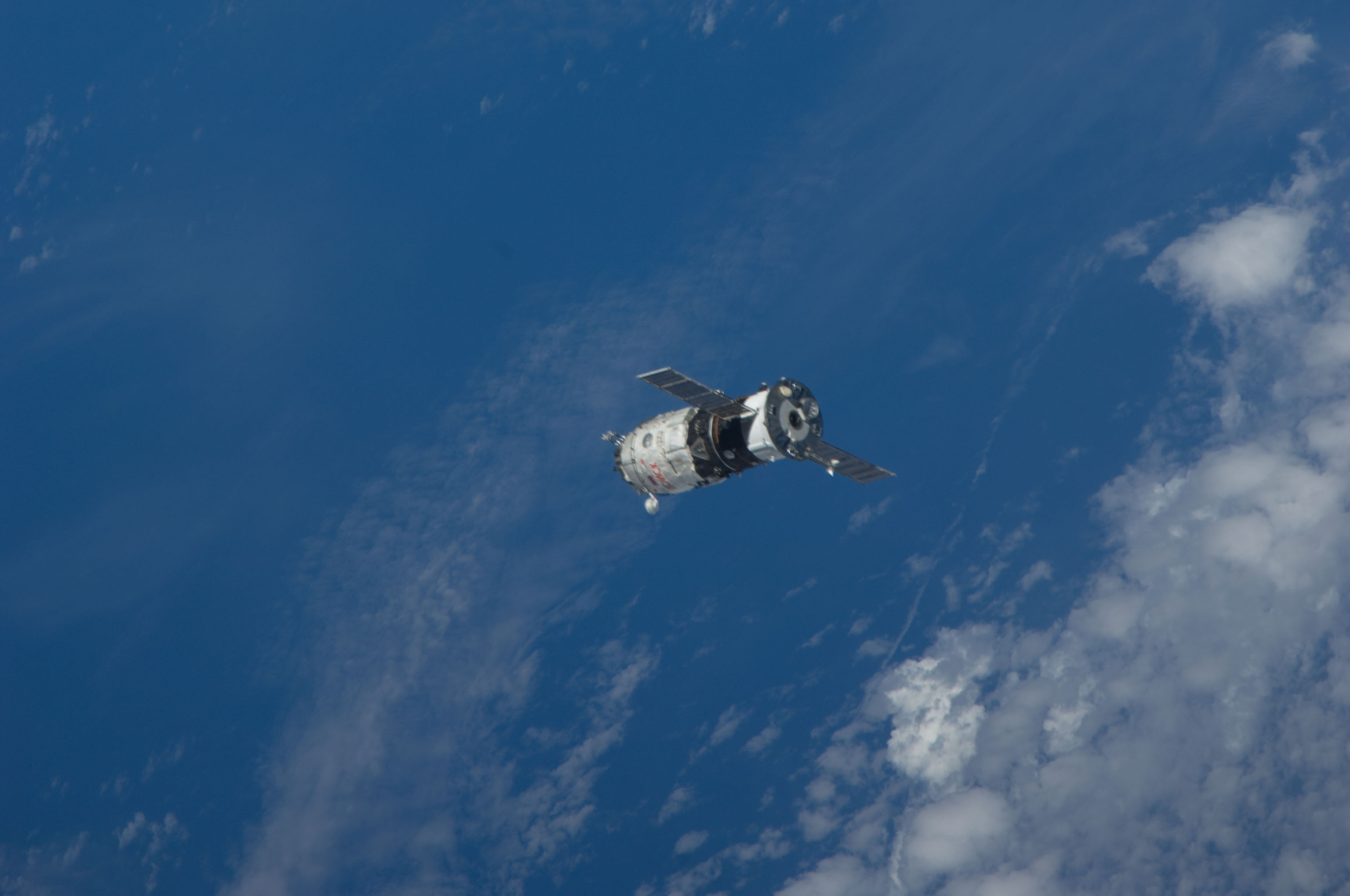
Modul Poisk (vlevo) přilétající k ISS na přístrojovém a pohonném modulu letu Progress M-MIM2

Modul Poisk odstartoval pomocí nosné rakety Sojuz-U 10. listopadu 2009 ve 14:22:04 UTC z kosmodromu Bajkonur a 12. listopadu 2009 v 15:41 UTC byl připojen k hornímu portu modulu Zvezda (Zvezda zenith), který míří směrem vzhůru, od Země. Letěl přitom na vrchu modifikované verze kosmické lodě Progress-M, kterou dále tvořil přístrojový a pohonný úsek. Necelý měsíc po připojení k ISS, 8. prosince 2009, se přístrojový a pohonný úsek od modulu oddělil a řízeně zanikl v hustých vrstvách atmosféry. Let byl označen jako Progress M-MIM2 (pro NASA M-MRM2).
Modul na ISS slouží jako další přistávací místo pro kosmické lodě Sojuz a Progress a od 18. listopadu 2020 také jako přechodová komora pro výstupy do vesmíru, místo do té doby používaného modulu Pirs umístěného na dolním portu modulu Zvezda (Zvezda nadir) mířícím směrem k Zemi. Šlo o první z několika výstupů, které umožnily v červenci 2021 odpojení modulu Pirs od ISS a jeho následné nahrazení novým vědeckým modulem Nauka.
Za dobu existence (do konce roku 2023) se k Poisku připojilo celkem 29 kosmických lodí Sojuz (variant TMA, TMA-M a MS) a 3 lodě Progress MS. První v řadě byl Sojuz TMA-16, který se k modulu na 56 dní připojil 21. ledna 2010, aby uvolnil pro další přilétající loď zadní port modulu Zvezda (Zvezda aft).

### Přehled lodí připojených k ISS přes modul Poisk
| loď            | připojena          | odpojena           | dní     |
| -------------- | ------------------ | ------------------ | ------- |
| Sojuz TMA-16   | 21. ledna 2010     | 18. března 2010    | 56      |
| Sojuz TMA-18   | 4. dubna 2010      | 25. září 2010      | 174     |
| Sojuz TMA-01M  | 10. října 2010     | 16. března 2011    | 157     |
| Sojuz TMA-21   | 6. dubna 2011      | 16. září 2011      | 162     |
| Sojuz TMA-22   | 16. listopadu 2011 | 27. dubna 2012     | 163     |
| Sojuz TMA-04M  | 17. května 2012    | 16. září 2012      | 123     |
| Sojuz TMA-06M  | 25. října 2012     | 15. března 2013    | 141     |
| Sojuz TMA-08M  | 29. března 2013    | 10. září 2013      | 166     |
| Sojuz TMA-10M  | 26. září 2013      | 11. března 2014    | 166     |
| Sojuz TMA-12M  | 27. března 2014    | 10. září 2014      | 167     |
| Sojuz TMA-14M  | 26. září 2014      | 11. března 2015    | 167     |
| Sojuz TMA-16M  | 28. března 2015    | 28. srpna 2015     | 153     |
| Sojuz TMA-18M  | 4. září 2015       | 2. března 2016     | 180     |
| Sojuz TMA-20M  | 19. března 2016    | 6. září 2016       | 172     |
| Sojuz MS-02    | 21. října 2016     | 10. dubna 2017     | 171     |
| Sojuz MS-04    | 20. dubna 2017     | 2. září 2017       | 135     |
| Sojuz MS-06    | 13. září 2017      | 27. února 2018     | 168     |
| Sojuz MS-08    | 23. března 2018    | 04. října 2018     | 194     |
| Sojuz MS-11    | 3. prosince 2018   | 24. června 2019    | 203     |
| Sojuz MS-13    | 26. srpna 2019     | 6. února 2020      | 164     |
| Sojuz MS-16    | 9. dubna 2020      | 21. října 2020     | 195     |
| Sojuz MS-17    | 19. března 2021    | 17. dubna 2021     | 28      |
| Progress MS-17 | 2. července 2021   | 20. října 2021     | 111     |
| Sojuz MS-20    | 8. prosince 2021   | 19. prosince 2021  | 11      |
| Progress MS-19 | 17. února 2022     | 23. října 2022     | 249     |
| Progress MS-21 | 28. října 2022     | 18. února 2023     | 113     |
| Sojuz MS-23    | 26. října 2023     | 6. dubna 2023      | 39      |
| Progress MS-23 | 24. května 2023    | 29. listopadu 2023 | 189     |
| Progress MS-25 | 3. prosince 2023   | 28. května 2024    | 177     |
| Progress MS-27 | 1. června 2024     | 19. listopadu 2024 | 171     |
| Progress MS-29 | 23. listopadu 2024 | 1. července 2025   | 220     |
| Progress MS-31 | 3. července 2025   |                    | dosud 2 |

(Zeleně vyznačena současně připojená loď. Všechny lodi byly připojeny k portu Poisk zenith, který míří k zenitu, tedy od Země. Data odpovídají časům v UTC)

### Přehled výstupů do volného prostoru z modulu Poisk
| Expedice    | datum              | vystoupili                               | délka              |
| ----------- | ------------------ | ---------------------------------------- | ------------------ |
| Expedice 64 | 18. listopadu 2020 | Sergej Ryžikov, Sergej Kuď-Sverčkov      | 6 hodin, 48 minut  |
| Expedice 65 | 2. června 2021     | Oleg Novickij, Pjotr Dubrov              | 7 hodin, 19 minut  |
| Expedice 65 | 3. září 2021       | Oleg Novickij, Pjotr Dubrov              | 7 hodin, 54 minut  |
| Expedice 65 | 9. září 2021       | Oleg Novickij, Pjotr Dubrov              | 7 hodin, 25 minut  |
| Expedice 66 | 19. ledna 2022     | Anton Škaplerov, Pjotr Dubrov            | 7 hodin, 11 minut  |
| Expedice 67 | 18. dubna 2022     | Oleg Artěmjev, Denis Matvějev            | 6 hodin, 37 minut  |
| Expedice 67 | 28. dubna 2022     | Oleg Artěmjev, Denis Matvějev            | 7 hodin, 42 minut  |
| Expedice 67 | 21. července 2022  | Oleg Artěmjev, Samantha Cristoforettiová | 7 hodin, 5 minut   |
| Expedice 67 | 17. srpna 2022     | Oleg Artěmjev, Denis Matvějev            | 4 hodiny, 1 minuta |
| Expedice 67 | 2. září 2022       | Oleg Artěmjev, Denis Matvějev            | 7 hodin, 47 minut  |
| Expedice 68 | 17. listopadu 2022 | Sergej Prokopjev, Dmitrij Petělin        | 6 hodin, 28 minut  |
| Expedice 69 | 19. dubna 2023     | Sergej Prokopjev, Dmitrij Petělin        | 7 hodin, 55 minut  |
| Expedice 69 | 3. května 2023     | Sergej Prokopjev, Dmitrij Petělin        | 7 hodin, 11 minut  |
| Expedice 69 | 12. května 2023    | Sergej Prokopjev, Dmitrij Petělin        | 5 hodin, 14 minut  |
| Expedice 69 | 22. června 2023    | Sergej Prokopjev, Dmitrij Petělin        | 6 hodin, 24 minut  |
| Expedice 69 | 9. srpna 2023      | Sergej Prokopjev, Dmitrij Petělin        | 6 hodin, 35 minut  |
| Expedice 70 | 25./26. října 2023 | Oleg Kononěnko, Nikolaj Čub              | 7 hodin, 41 minut  |
| Expedice 71 | 25. dubna 2024     | Oleg Kononěnko, Nikolaj Čub              | 4 hodiny, 33 minut |
| Expedice 72 | 19. prosince 2024  | Alexej Ovčinin, Ivan Vagner              | 7 hodin, 17 minut  |